# 1910
| [ Edytuj tabelę ]                                                | |
| Król Polski (tytularny)                                          | - 1894 Mikołaj II Romanow 1917 |
| Król Afganistanu                                                 | - 1901 Habibullah Chan 1919 |
| Współksiążęta Andory                                             | - 1907 Joan Baptista Benlloch i Vivó 1919 - 1906 Armand Fallières 1913                                                                                 |
| Prezydent Argentyny                                              | - 1906 José Figueroa Alcorta 1910 - 1910 Roque Sáenz Peña 1914                                                                                         |
| Premier Australii                                                | - 1909 Alfred Deakin 1910 - 1910 Andrew Fisher 1913 |
| Cesarz Austrii                                                   | - 1848 Franciszek Józef I 1916 |
| Król Bawarii                                                     | - 1886 Otto 1913 |
| Król Belgów                                                      | - 1909 Albert I 1934 |
| Premier Belgii                                                   | - 1908 Frans Schollaert 1911 |
| Król Bhutanu                                                     | - 1907 Ugyen Wangchuck 1926 |
| Prezydent Boliwii                                                | - 1909 Eliodoro Villazón 1913 |
| Prezydent Brazylii                                               | - 1910 Hermes Rodrigues da Fonseca 1914 |
| Sułtan Brunei                                                    | - 1906 Muhammad Jamalul Alam II 1924 |
| Car Bułgarii                                                     | - 1887 Ferdynand I Koburg 1918 |
| Premier Bułgarii                                                 | - 1908 Aleksandyr Malinow 1911 |
| Prezydent Chile                                                  | - 1906 Pedro Montt 1910 - 1910 Elias Fernandez Albano 1910 - 1910 Emiliano Figueroa Larrain 1910 - 1910 Ramon Barros 1915                              |
| Cesarz Chin                                                      | - 1908 Puyi (Xuantong) 1912 |
| Król Czarnogóry                                                  | - 1910 Mikołaj I Petrowić-Niegosz 1918 |
| Premier Czarnogóry                                               | - 1907 Lazar Tomanović 1912 |
| Król Czech                                                       | - 1848 Franciszek Józef I 1916 |
| Król Danii                                                       | - 1906 Fryderyk VIII 1912 |
| Premier Danii                                                    | - 1909 Carl Theodor Zahle 1910 - 1910 Klaus Berntsen 1913                                                                                              |
| Dalajlama                                                        | - 1878 Thubten Gjaco 1933 |
| Prezydent Dominikany                                             | - 1906 Ramón Cáceres 1911 |
| Władca Egiptu                                                    | - 1892 Abbas II Hilmi 1914 |
| Premier Egiptu                                                   | - 1908 Butrus Ghali 1910 - 1910 Muhammad Said Pasza 1914                                                                                               |
| Prezydent Ekwadoru                                               | - 1906 Eloy Alfaro 1911 |
| Cesarz Etiopii                                                   | - 1889 Menelik II 1913 |
| Premier Etiopii                                                  | - 1909 Habte Gijorgis 1927 |
| Prezydent Francji                                                | - 1906 Armand Fallières 1913 |
| Premier Francji                                                  | - 1909 Aristide Briand 1911 |
| Król Grecji                                                      | - 1863 Jerzy I 1913 |
| Prezydent Gwatemali                                              | - 1898 Manuel Estrada Cabrera 1920 |
| Prezydent Haiti                                                  | - 1908 François C. Antoine Simon 1911 |
| Król Hiszpanii                                                   | - 1886 Alfons XIII 1931 |
| Premier Hiszpanii                                                | - 1909 Segismundo Moret 1910 - 1910 José Canalejas 1912                                                                                                |
| Król Holandii                                                    | - 1890 Wilhelmina 1948 |
| Premier Holandii                                                 | - 1908 Theo Heemskerk 1913 |
| Prezydent Hondurasu                                              | - 1907 Miguel R. Dávila 1911 |
| Szach Iranu                                                      | - 1909 Ahmad Szah 1925 |
| Premier Iranu                                                    | - 1909 Hasan Wosugh 1910 - 1910 Mostoufi ol-Mamalek 1911                                                                                               |
| Władca Indii                                                     | - 1901 Edward VII 1910 - 1910 Jerzy V 1936 |
| Król Irlandii                                                    | - 1901 Edward VII 1910 - 1910 Jerzy V 1936 |
| Cesarz Japonii                                                   | - 1867 Mutsuhito 1912 |
| Premier Japonii                                                  | - 1908 Tarō Katsura 1911 |
| Kalif                                                            | - 1909 Mehmed V 1918 |
| Premier Kanady                                                   | - 1896 Wilfrid Laurier 1911 |
| Emir Kataru                                                      | - 1878 Kasim ibn Muhammad Al Sani 1913 |
| Prezydent Kolumbii                                               | - 1909 Ramón González Valencia 1910 - 1910 Carlos Eugenio Restrepo 1914                                                                                |
| Patriarcha Konstantynopola                                       | - 1901 Joachim III 1912 |
| Władca Korei                                                     | - 1907 Sunjong 1910 |
| Gubernator Korei (okupacja japońska)                             | - 1910 Masatake Terauchi 1916 |
| Prezydent Kostaryki                                              | - 1906 Cleto González Víquez 1910 - 1910 Ricardo Jiménez Oreamuno 1914                                                                                 |
| Prezydent Kuby                                                   | - 1909 José Miguel Gómez 1913 |
| Prezydent Liberii                                                | - 1904 Arthur Barclay 1912 |
| Książę Liechtensteinu                                            | - 1858 Jan II Dobry 1929 |
| Wielki książę Luksemburga                                        | - 1905 Wilhelm IV 1912 |
| Premier Luksemburga                                              | - 1888 Paul Eyschen 1915 |
| Sułtan Maroka                                                    | - 1908 Abd al-Hafiz 1913 |
| Prezydent Meksyku                                                | - 1884 Porfirio Díaz 1911 |
| Książę Monako                                                    | - 1889 Albert I 1922 |
| Król Nepalu                                                      | - 1881 Prithvi 1911 |
| Premier Nepalu                                                   | - 1901 Chandra Shumsher Jang Bahadur Rana 1929 |
| Cesarz Niemiec                                                   | - 1888 Wilhelm II Hohenzollern 1918 |
| Kanclerz Niemiec                                                 | - 1909 Theobald von Bethmann Hollweg 1917 |
| Prezydent Nikaragui                                              | - 1909 José Madriz 1910 - 1910 José Dolores Estrada (p.o.) 1910 - 1910 Juan José Estrada 1911                                                          |
| Król Norwegii                                                    | - 1905 Haakon VII 1957 |
| Premier Norwegii                                                 | - 1908 Gunnar Knudsen 1910 - 1910 Wollert Konow 1912                                                                                                   |
| Premier Nowej Zelandii                                           | - 1906 Joseph Ward 1912 |
| Sułtan Omanu                                                     | - 1888 Fajsal ibn Turki 1913 |
| Prezydent Panamy                                                 | - 1903 José Domingo de Obaldía 1910 - 1910 Carlos Antonio Mendoza (p.o.) 1910 - 1910 Federico Boyd (p.o.) 1910 - 1910 Pablo Arosemena Alba (p.o.) 1912 |
| Papież                                                           | - 1903 Pius X 1914 |
| Prezydent Paragwaju                                              | - 1908 Emiliano González Navero 1910 - 1910 Manuel Gondra 1911                                                                                         |
| Prezydent Peru                                                   | - 1908 Augusto B. Leguía 1912 |
| Premier Południowej Afryki                                       | - 1910 Louis Botha 1919 |
| Król Portugalii                                                  | - 1908 Manuel II 1910 |
| Prezydent Portugalii                                             | - 1910 Teófilo Braga 1911 |
| Premier Portugalii                                               | - 1909 Francisco da Veiga Beirão 1910 - 1910 António Teixeira de Sousa 1910 - 1910 Teófilo Braga 1911                                                  |
| Król Prus                                                        | - 1888 Wilhelm II 1918 |
| Car Rosji                                                        | - 1894 Mikołaj II 1917 |
| Premier Rosji                                                    | - 1906 Piotr Stołypin 1911 |
| Król Rumunii                                                     | - 1881 Karol I 1914 |
| Premier Rumunii                                                  | - 1908 Ion I.C. Brătianu 1910 - 1910 Petre P. Carp 1912                                                                                                |
| Król Saksonii                                                    | - 1904 Fryderyk August III Wettyn 1918 |
| Prezydent Salwadoru                                              | - 1907 Fernando Figueroa 1911 |
| Kapitanowie regenci San Marino                                   | - 1909 Marino Borbiconi Giacomo Marcucci 1910 - 1910 Alfredo Reffi Giovanni Arzilli 1910 - 1910 Giovanni Belluzzi Luigi Lonfernini 1911                |
| Sekretarz Stanu do spraw Politycznych i Zagranicznych San Marino | - 1908 Menetto Bonelli 1918 |
| Król Serbii                                                      | - 1903 Piotr Karadziordziewić 1918 |
| Prezydent Szwajcarii                                             | - 1910 Robert Comtesse 1910 |
| Król Szwecji                                                     | - 1907 Gustaw V 1950 |
| Premier Szwecji                                                  | - 1906 Arvid Lindman 1911 |
| Król Tajlandii                                                   | - 1868 Chulalongkorn 1910 - 1910 Vajiravudh 1925 |
| Król Tonga                                                       | - 1893 Jerzy Tupou II 1918 |
| Premier Tonga                                                    | - 1905 Sione Mateialona 1912 |
| Sułtan Turków                                                    | - 1909 Mehmed V 1918 |
| Prezydent Urugwaju                                               | - 1907 Claudio Wílliman 1911 |
| Prezydent USA                                                    | - 1909 William Taft 1913 |
| Prezydent Wenezueli                                              | - 1908 Juan Vicente Gómez 1913 |
| Król Węgier                                                      | - 1848 Franciszek Józef I 1916 |
| Premier Węgier                                                   | - 1906 Sándor Wekerle 1910 - 1910 Károly Khuen-Héderváry 1912                                                                                          |
| Monarcha Wielkiej Brytanii                                       | - 1901 Edward VII 1910 - 1910 Jerzy V 1936 |
| Premier Wielkiej Brytanii                                        | - 1908 Herbert Henry Asquith 1916 |
| Król Włoch                                                       | - 1900 Wiktor Emanuel III 1946 |

Rok 1910 / MCMX
stulecia: XIX wiek ~
XX wiek ~
XXI wiek

dziesięciolecia:
1880–1889 •
1890–1899 •
1900–1909 •
1910–1919
• 1920–1929
• 1930–1939
• 1940–1949

lata: 1900 «
1905 «
1906 «
1907 «
1908 «
1909 «
1910
» 1911
» 1912
» 1913
» 1914
» 1915
» 1920

## Wydarzenia w Polsce
- 13 stycznia – w Krakowie Feliks Nowowiejski skomponował melodię do wiersza Rota Marii Konopnickiej.
- 3 kwietnia – w katastrofie balonu w Cieszynie koło Koszalina zginął niemiecki fizykochemik Richard Abegg.
- 10 kwietnia – otwarto Muzeum Narodowe Ziemi Przemyskiej w Przemyślu.
- 22 maja – po kradzieży w październiku 1909 roku koron z obrazu Matki Bożej Częstochowskiej, dokonano jego ponownej koronacji koronami podarowanymi przez papieża Piusa X.
- 23 maja – w Grodnie odbył się pogrzeb Elizy Orzeszkowej.
- 4 czerwca – rozpoczęło działalność Warszawskie Towarzystwo Lotnicze „Awiata” założone przez księcia Stanisława Lubomirskiego, w którego skład weszła Wytwórnia Samolotów i Szkoła Pilotów. Jeszcze w tym samym miesiącu pod działalność „Awiaty” została wydzierżawiona od carskich władz wojskowych część Pola Mokotowskiego, dając początek lotnisku mokotowskiemu.
- 16 czerwca – w Sopocie otwarto Dom Zdrojowy.
- 18 czerwca – w Krzekowie pod Szczecinem doszło do pierwszej w historii Niemiec katastrofy lotniczej, której ofiarą była osoba cywilna, wielokrotny mistrz świata i Europy w kolarstwie torowym Thaddäus Robl.
- 15 lipca – w Krakowie odbyły się:
  - uroczyste obchody 500-lecia bitwy pod Grunwaldem, w czasie których odsłonięto Pomnik Grunwaldzki i po raz pierwszy zaśpiewano Rotę publicznie. Prawie 1000-osobowym zespołem połączonych chórów z całej Polski dyrygował jej kompozytor Feliks Nowowiejski.
  - V Zlot Polskiego Towarzystwa Gimnastycznego „Sokół” (zawody lekkoatletyczne: 2 zwycięstwa Tadeusza Kuchara: 1000 m – 2:35,2 s.; 110 m ppł. – 19,4 s.)
- 20 sierpnia – cesarz Wilhelm II dokonał otwarcia Zamku Cesarskiego w Poznaniu.
- Wrzesień – narodziny harcerstwa: uczniowie I Gimnazjum św. Anny w Krakowie zakładają „Zastęp Kruków” (zastępowy – Władysław Smolarski).
- 5 października – Częstochowa: ujawniono przestępstwa kryminalne zakonnika Damazego Macocha.
- 10 października – otwarto Most Grunwaldzki we Wrocławiu.
- 24 października – otwarto nowy dworzec kolejowy w Tarnowie[1].
- 1 listopada – uruchomiono elektrownię w Białymstoku.
- 10 listopada – Kraków: w kościele św. Mikołaja odbył się ślub Feliksa Dzierżyńskiego i Zofii Muszkat.
- 16 listopada – miasto Sopot zakupiło miejscowość Karlikowo.
- 25 listopada – w Łodzi powstało Towarzystwo Miłośników Rozwoju Fizycznego, protoplasta Robotniczego Towarzystwa Sportowego „Widzew” Łódź.
- 29 listopada – lewicowi studenci nie dopuścili do wykładu ks. K. Zimmermanna, wydarzenie doprowadziło do strajku studentów na UJ, po którym uczelnia została tymczasowo zamknięta.
- 1 grudnia – władze austriackie oficjalnie zalegalizowały polską organizację paramilitarną – Towarzystwo Sportowo-Gimnastyczne „Strzelec”.
- 6 grudnia – w Krakowie ukazało się pierwsze wydanie dziennika Ilustrowany Kurier Codzienny.
- Założono kluby sportowe: Radomiak Radom, Sandecja Nowy Sącz i Czarni Jasło.
- Tadeusz Garczyński (Pogoń Lwów) ustanowił rekord Galicji w skoku w dal wynikiem 6,35 m.
- Powstał Bank Ludowy w Sztumie.
- Otwarto lotnisko Gądów we Wrocławiu[2].
- W Słupsku uruchomiono komunikację tramwajową.

## Wydarzenia na świecie
- Styczeń – w Grecji wojskowi zmusili parlament i króla Jerzego I do zwołania Zgromadzenia Narodowego w celu skorygowania konstytucji.
- 8 stycznia – w Wiedniu odbyła się premiera operetki Cygańska miłość Ferenca Lehára.
- 10 stycznia – z Mauritiusa wypłynął w rejs na Cejlon brytyjski statek pasażerski „Loodiana” ze 175 osobami na pokładzie, po czym zaginął bez śladu.
- 11 stycznia – francuska ekspedycja odkryła Wyspę Charcota w Antarktyce.
- 12 stycznia – pojawiła się Wielka Kometa Styczniowa.
- 13 stycznia – Nowy Jork: po raz pierwszy dokonano transmisji opery przez radio.
- 15 stycznia:
  - w Zjednoczonym Królestwie Wielkiej Brytanii i Irlandii odbyły się przedterminowe powszechne wybory ze względu na to, że Izba Lordów odrzuciła budżet (1909). Wybory te zredukowały większość parlamentarną Partii Liberalnej do 275 głosów, Partia Pracy uzyskała 40 głosów, Irlandzka Partia Nacjonalistyczna uzyskała 82 mandaty, Partia Konserwatywna uzyskała 273 mandaty.
  - powstała Francuska Afryka Równikowa.
- 16 stycznia – ciągłe opady deszczu w Paryżu spowodowały wylew Sekwany, zalane zostało między innymi paryskie metro, co efektywnie odwodniło miasto.
- 17 stycznia – na Węgrzech powstał drugi rząd Károla Khuen-Héderváry’ego.
- 20 stycznia – rozpoczęła się wielka powódź w Paryżu.
- 6 lutego – założono węgierski klub piłkarski FC Tatabánya.
- 10 lutego:
  - Emanuel Lasker wygrał z Karlem Schlechterem 10. partię meczu i obronił tytuł mistrza świata w szachach.
  - do stolicy Tybetu Lhasy wkroczyło ok. 2 tys. chińskich żołnierzy. XIII dalajlama Thubten Gjaco uciekł do Indii.
- 20 lutego:
  - Butrus Ghali, pierwszy premier pochodzenia egipskiego w Egipcie, zginął w zamachu.
  - w Petersburgu odbyła się premiera baletu Karnawał z muzyką Roberta Schumanna.
- 24 lutego – założono szwedzki klub piłkarski Malmö FF.
- Marzec – w Albanii wybuchło powstanie przeciw Imperium Osmańskiemu.
- 1 marca – 96 osób zginęło po zasypaniu pociągu pasażerskiego przez lawinę w hrabstwie King w stanie Waszyngton.
- 3 marca – w Berlinie ukazało się pierwsze wydanie czasopisma Der Sturm poświęconego sztuce ekspresjonizmu.
- 6 marca – założono niemiecką Postępową Partię Ludową (FVP).
- 8 marca:
  - w Kopenhadze, podczas II Międzynarodowego Zjazdu Kobiet Socjalistek, ogłoszono dzień 8 marca Międzynarodowym Dniem Kobiet.
  - Raymonde de Laroche uzyskała licencję pilota jako pierwsza kobieta na świecie.
  - szkolenie lotnicze ukończył pierwszy francuski pilot wojskowy (szkolenie pilotażowe prowadzono w prywatnych, przyfabrycznych szkołach lotniczych, m.in. w Châlons, Pau i Douzy).
- 12 marca – zwodowano grecki krążownik pancerny Georgios Averof.
- 18 marca – premiera amerykańskiego filmu Frankenstein w reżyserii Jamesa Searle Dawleya.
- 19 marca – w USA partia republikańska ograniczyła wpływy Spikera Izby Reprezentantów celem wzmocnienia komisji parlamentarnych.
- 21 marca – Harry Houdini jako pierwszy odbył lot samolotem w Australii.
- 26 marca – w Norwegii powstał klub sportowy Bærum SK.
- 27 marca – w pożarze sali tanecznej w węgierskiej miejscowości Ököritófülpös zginęło 312 osób.
- 28 marca – pierwszy lot wodnosamolotu pływakowego (konstruktor: Henri Fabre(inne języki), nazwa: Canard, konstrukcja: drewniany jednopłat w układzie kaczki, dystans: 500 m, wysokość lotu: 5 m, Francja)
- 30 marca – legislatura stanu Missisipi powołała do życia Uniwersytet Południa Missisipi.
- 31 marca – oddano do użytku wąskotorową linię kolejową łączącą chińską prowincję Junnan z wietnamskim Tonkinem.
- 6 kwietnia – statek szkolny niemieckiej marynarki handlowej „Prinzess Eitel Friedrich” (późniejszy „Dar Pomorza”) wypłynął z Hamburga w swój pierwszy rejs.
- 20 kwietnia – można było obserwować kometę Halleya.
- 27 kwietnia:
  - Louis Botha i Barry Hertzog (James Barry Munnik Hertzog) założyli Partię Południowoafrykańską.
  - po raz drugi Izba Gmin uchwaliła zbiór liberalnych reform (ang. People’s Budget), których zwolennikami byli David Lloyd George i Winston Churchill. Ustawa ta została zatwierdzona przez Izbę Lordów 28 kwietnia.
- 29 kwietnia – Andrew Fisher po raz drugi został premierem Australii.
- 6 maja – Jerzy V zasiadł na tronie Zjednoczonego Królestwa Wielkiej Brytanii i Irlandii po śmierci swego ojca Edwarda VII.
- 11 maja:
  - prezydent USA William Taft odsłonił pomnik Tadeusza Kościuszki w Waszyngtonie.
  - Kongres Stanów Zjednoczonych ustanowił Park Narodowy Glacier w stanie Montana.
- 15 maja:
  - reprezentacja Włoch w piłce nożnej w swym pierwszym oficjalnym meczu pokonała w Mediolanie Francję 6:2.
  - został założony klub piłkarski FC St. Pauli w Hamburgu.
- 16 maja – Kongres Stanów Zjednoczonych autoryzował powstanie Biura Kopalnictwa, agencji rządu USA.
- 18 maja – Ziemia przeszła przez ogon komety Halleya.
- 21 maja – nowo wybudowanej żydowskiej osadzie nadano nazwę Tel Awiw.
- 31 maja – utworzono nowe dominium brytyjskie, Związek Południowej Afryki, w którego skład weszły Kraj Przylądkowy i Natal oraz dwie podbite dawne republiki burskie Transwal i Orania.
- 4 czerwca – w Paryżu odbyła się prapremiera baletu Szeherezada z muzyką Nikołaja Rimskiego-Korsakowa.
- 14-23 czerwca – odbyła się w Edynburgu w Szkocji Konferencja Protestanckich Misjonarzy, której przewodniczył John Mott – laureat pokojowej Nagrody Nobla. Konferencja ta zapoczątkowała protestanckie ruchy misyjne oraz ekumeniczne.
- 19 czerwca – w amerykańskim mieście Spokane pierwszy raz obchodzono Dzień Ojca.
- 22 czerwca – pierwszy lot pasażerskiego sterowca LZ 127 Graf Zeppelin.
- 24 czerwca:
  - Japonia dokonała inwazji na Koreę.
  - założono włoskie przedsiębiorstwo motoryzacyjne Alfa Romeo.
- 25 czerwca – w Paryżu w Théâtre National de l’Opéra odbyła się prapremiera baletu Ognisty ptak z muzyką Igora Strawińskiego i librettem oraz choreografią Michaiła Fokina.
- 26 czerwca – António Teixeira de Sousa(inne języki) został premierem Portugalii.
- 2 lipca – we Francji odbyły się demonstracje przeciw publicznym egzekucjom.
- 4 lipca – po zwycięstwie w walce w wadze ciężkiej czarnoskórego boksera Jacka Johnsona nad białym Jimem Jeffriesem, doszło do rozruchów na tle rasowym w USA.
- 16 lipca – Joseph Helffrich odkrył planetoidę Alauda.
- 22 lipca – bezprzewodowy telegraf przyczynił się do ujęcia groźnego przestępcy, jakim był lekarz Hawley Harvey Crippen, później skazany i powieszony w Anglii.
- 14 sierpnia – pożar na Wystawie Światowej w Brukseli zniszczył pawilony wystawiennicze Anglii i Francji.
- 22 sierpnia – cesarz koreański przekazał władzę nad Koreą cesarzowi japońskiemu.
- 28 sierpnia – Czarnogóra proklamowała swą niezależność jako królestwo pod panowaniem Mikołaja I Petrowicia-Niegosza.
- 1 września – Stolica Apostolska wprowadziła przymusową przysięgę dla wyświęcanych księży przeciw modernizmowi katolickiemu.
- 12–18 września – podczas tygodniowych ćwiczeń armii francuskiej w Pikardii, po raz pierwszy użyto:
  - sterowce (4): półsztywny Liberté, 2 ciśnieniowe: Colonel Renard i Clement Bayard (obj. 7000 m³) oraz niewielki Zodiak (700 m³). Wszystkie były wyposażone w pokładowe stacje radiotelegraficzne;
  - samoloty (12): 8 dwupłatowców (5 typu Farman, po 1 – Wright, Sommer i Bréguet) i 4 jednopłatowce (po 2 – Blériot i Antoinette);
  - wykonano zdjęcia rozpoznawcze (z pokładu samolotu lecącego na wysokości 300 m).
- 15 września – Partia Południowoafrykańska wygrała pierwsze po utworzeniu Związku Południowej Afryki wybory parlamentarne.
- 16 września – Australijskie Ministerstwo Skarbu zostało upoważnione do wyemitowania waluty (dolar australijski), zastępującej brytyjskiego funta szterlinga.
- 22 września – pilot Grzegorz Piotrowski na samolocie Bleriot IX, wraz z pasażerem – korespondentem dziennika „Russkoje Słowo”, wykonał 27-kilometrowy przelot nad morzem z Petersburga do twierdzy Kronsztad na wyspie Kotlin, gdzie wylądował na podwórzu koszar.
- 23 września – peruwiańsko-francuski pilot Jorge Chávez Dartnell(inne języki) na samolocie Blériot XI przeleciał po raz pierwszy nad Alpami, ulegając jednak wypadkowi podczas podchodzenia do lądowania we włoskiej miejscowości Domodossola. W wyniku odniesionych obrażeń zmarł 27 września w szpitalu.
- 29 września – Polak, pilot Stanisław Dorożyński dokonał pierwszego przelotu nad portem wojennym w Sewastopolu (francuski samolot Antoinette zakupiony dla lotnictwa morskiego przez rosyjskie Ministerstwo Marynarki).
- 1 października – bomba eksplodowała w budynku należącym do gazety „Los Angeles Times”, zostało zabitych 21 osób, kilka osób zostało rannych. Później zostali aresztowani i skazani, za podłożenie bomby, bracia pochodzenia irlandzkiego James B. McNamara i Joseph J. McNamara.
- 4 października – przyjęta została flaga Bermudów.
- 5 października – w Portugalii obalono dynastię Braganza oraz proklamowano republikę. Król Manuel II abdykował i uciekł z rodziną do Gibraltaru.
- 11 października – były prezydent USA Theodore Roosevelt odbył lot samolotem.
- 18 października – Elefterios Wenizelos został premierem Grecji.
- 20 października – zwodowano statek pasażerski RMS Olympic.
- 23 października – Vajiravudh (Rama VI) został koronowany na króla Syjamu (Tajlandia) po śmierci swego ojca, króla Chulalongkorna (Rama V).
- 29 października – powstał klub piłkarski Austria Wiedeń.
- 3 listopada – ukazał się pierwszy numer kwartalnika „Głos Polek”, oficjalnego organu Związku Polek w Ameryce – Polish Women‘s Alliance of America.
- 7 listopada – pierwszy lot samolotu z ładunkiem handlowym pomiędzy Dayton a Columbus w stanie Ohio, samolot był pilotowany przez braci Wright.
- 10 listopada – skonfliktowany z rodziną 82-letni Lew Tołstoj opuścił potajemnie rodzinny majątek Jasna Polana pod Tułą. 20 listopada zmarł na zapalenie płuc na stacji kolejowej Astapowo w obwodzie lipieckim.
- 11 listopada – rosyjskie Ministerstwo Marynarki utworzyło w Sewastopolu pierwszą Wojskową Szkołę Lotniczą (Wojenno-Awiacjonnaja Szkoła).
- 14 listopada – z inspiracji sztabu US Navy, cywilny pilot Eugene Ely wykonał pokazowy start samolotem Curtiss D z podwoziem kołowym, ze specjalnej platformy na pokładzie krążownika USS Birmingham (CL-2), zakotwiczonego w bazie morskiej Norfolk.
- 15 listopada – Hermes da Fonseca(inne języki) został prezydentem Brazylii.
- 17 listopada – Ralph Johnstone, pilot szkolony przez braci Wright, poniósł śmierć w Denver w stanie Kolorado w czasie pokazów lotniczych, na oczach 5 tys. widzów, kiedy jego samolot rozleciał się w powietrzu. Johnstone był pierwszym pilotem, który zginął w katastrofie lotniczej w USA.
- 20 listopada:
  - rewolucja meksykańska: Francisco Madero ogłosił się prezydentem Meksyku i wezwał do powstania przeciw rządowi prezydenta dyktatora Porfirio Díaza.
  - powstał portugalski klub piłkarski Vitória Setúbal.
- 23 listopada – wykonano przy pomocy gilotyny ostatnią egzekucję w Szwecji, na bandycie i mordercy Johanie Alfredzie Anderze(inne języki). Egzekucję tę przeprowadził ostatni kat szwedzki, Albert Gustaf Dahlman.
- 3 grudnia – u wejścia do Grand Palais w Paryżu, gdzie odbywała się wystawa motoryzacyjna, po raz pierwszy użyto do oświetlenia lamp neonowych, wynalazku Georges’a Claude’a.
- 10 grudnia – w nowojorskiej Metropolitan Opera odbyła się premiera opery Dziewczyna ze Złotego Zachodu Giacomo Pucciniego.
- 16 grudnia – Henri Coandă, rumuński inżynier i konstruktor lotniczy, odbył pierwszy lot samolotem z silnikiem odrzutowym.
- 26 grudnia – otwarto teatr London Palladium.
- 31 grudnia – zginęło dwóch pilotów, pionierów lotnictwa, John Moisant w Nowym Orleanie i Arch Hoxsey w Los Angeles, ten ostatni był szkolony przez braci Wright.

## Urodzili się
- 6 stycznia – Józef Kurzawa, polski duchowny katolicki, męczennik, błogosławiony (zm. 1940)
- 7 stycznia:
  - August Dickmann, niemiecki Świadek Jehowy, ofiara nazizmu (zm. 1939)
  - Marian Eile, polski dziennikarz, satyryk, malarz i scenograf (zm. 1984)
- 9 stycznia – Wilhelm Pluta, sługa Boży, biskup gorzowski (zm. 1986)
- 12 stycznia:
  - Géry Leuliet, francuski duchowny katolicki (zm. 2015)
  - Luise Rainer, niemiecka aktorka (zm. 2014)
- 15 stycznia – Tadeusz Krwawicz, polski lekarz, okulista, jeden z najwybitniejszych na świecie autorytetów w dziedzinie okulistyki XX wieku (zm. 1988)
- 16 stycznia – Henryk Strąkowski, polski duchowny katolicki, biskup pomocniczy lubelski (zm. 1965)
- 23 stycznia:
  - Ildefons Houwalt, polski malarz (zm. 1987)
  - Django Reinhardt, belgijski gitarzysta pochodzenia cygańskiego (zm. 1953)
  - Leszek Winowski, polski historyk prawa (zm. 1979)
- 24 stycznia – Eleonora Łosiewicz, polska superstulatka (zm. 2021)
- 26 stycznia – Tamás Major, węgierski reżyser teatralny i aktor (zm. 1986)
- 27 stycznia – Aleksander Przyłucki, polski duchowny neounicki (zm. 1993)
- 28 stycznia:
  - Maria Kozaczkowa, polska poetka (zm. 1982)
  - Adina Mandlová, czeska aktorka (zm. 1991)
- 29 stycznia – Bogusław Kożusznik, polski lekarz, prof. medycyny, działacz polityczny i społeczny (zm. 1996)
- 31 stycznia – Giorgio Perlasca, Włoch, który udając hiszpańskiego konsula generalnego na Węgrzech ocalił 5016 Żydów (zm. 1992)
- 4 lutego – Janina Brochwiczówna, polska aktorka, artystka kabaretowa, piosenkarka (zm. 1997)
- 5 lutego – Francisco Varallo, argentyński piłkarz (zm. 2010)
- 6 lutego:
  - Roman Czerniawski, polski pułkownik dyplomowany obserwator, agent wywiadu (zm. 1985)
  - Ryszard Olasek, polski polityk, prezydent Łodzi (zm. 1982)
- 9 lutego – Jacques Monod, francuski biochemik (zm. 1976)
- 10 lutego – Dominique Pire, belgijski zakonnik, dominikanin, laureat Pokojowej Nagrody Nobla 1958 za działalność na rzecz uchodźców (zm. 1969)
- 14 lutego – Henryk Borowski, polski aktor (zm. 1991)
- 15 lutego – Irena Sendlerowa, polska działaczka społeczna (zm. 2008)
- 16 lutego – Jewgienij Gołubiew, rosyjski i radziecki kompozytor (zm. 1988)
- 17 lutego:
  - Cecylia Eusepi, włoska tercjarka, błogosławiona (zm. 1928)
  - Stanisław Krzaklewski, polski chirurg (zm. 1974)
- 21 lutego – Helena Hartwig, polska artystka fotograf (zm. 1998)
- 23 lutego – Paweł Latusek, polski duchowny katolicki, biskup pomocniczy gnieźnieński i biskup pomocniczy wrocławski (zm. 1973)
- 24 lutego – Helena Kopper, polska skrzypaczka (zm. 1952)
- 26 lutego – Aleksander Fogiel, polski aktor (zm. 1996)
- 1 marca – David Niven, angielski aktor (zm. 1983)
- 3 marca:
  - Leon Chajn, polski prawnik, działacz komunistyczny, publicysta, polityk, poseł na Sejm PRL pochodzenia żydowskiego (zm. 1983)
  - Stefan Otwinowski, polski prozaik, dramaturg, publicysta (zm. 1976)
- 4 marca – Miriam Kressin, polsko-amerykańska aktorka pochodzenia żydowskiego (zm. 1996)
- 9 marca – Samuel Barber, amerykański kompozytor (zm. 1981)
- 10 marca – Anna Luchter, polska mikrobiolog, profesor nauk przyrodniczych (zm. 1976)
- 11 marca – Hiacynta Marto, świadek objawienia w Fatimie, święta katolicka (zm. 1920)
- 12 marca – Zygmunt Szendzielarz ps. „Łupaszko”, dowódca 5 Wileńskiej Brygady AK (tzw. Brygady śmierci) (zm. 1951)
- 13 marca – Ziuta Buczyńska, polska tancerka (zm. 2002)
- 16 marca:
  - Aladár Gerevich, węgierski szablista (zm. 1991)
  - Józef Japa, polski hematolog, internista (zm. 2006)
- 19 marca:
  - Jacob Wolfowitz, amerykański statystyk (zm. 1981)
  - Józef Wolski, polski historyk, wykładowca UJ (zm. 2008)
  - Kazimierz Wyka, polski historyk i krytyk literatury (zm. 1975)
- 21 marca:
  - Konstanty Łubieński, polski polityk, publicysta (zm. 1977)
  - Stanislav Mečiar, słowacki slawista (zm. 1971)
  - Maria Pruszkowska, polska pisarka (zm. 1973)
  - Bolesław Romanowski, polski komandor, żeglarz (zm. 1968)
- 23 marca:
  - Jakob Bender, niemiecki piłkarz (zm. 1981)
  - Akira Kurosawa, japoński reżyser filmowy (zm. 1998)
- 24 marca – Richard Best, amerykański pilot (zm. 2001)
- 25 marca:
  - Bencijjon Netanjahu, izraelski historyk, działacz syjonistyczny (zm. 2012)
  - Magda Olivero, włoska śpiewaczka operowa (sopran) (zm. 2014)
- 26 marca:
  - Stanisław Gliwa, polski artysta-drukarz, linorytnik, wydawca (zm. 1986)
  - Michał Sczaniecki, polski historyk państwa i prawa, wykładowca akademicki (zm. 1977)
- 2 kwietnia – Carlo Carretto, włoski eremita, pisarz (zm. 1988)
- 4 kwietnia:
  - Barthélemy Boganda, środkowoafrykański polityk, przywódca autonomicznej Republiki Środkowoafrykańskiej (zm. 1959)
  - László Cseh, węgierski piłkarz (zm. 1950)
  - Efraín Antonio Ríos García, kolumbijski superstulatek (zm. 2024)
- 9 kwietnia – Abraham Ribicoff, amerykański polityk, senator ze stanu Connecticut (zm. 1998)
- 12 kwietnia – Stanisław Jakiel, polski duchowny katolicki, biskup pomocniczy przemyski (zm. 1983)
- 14 kwietnia – Stanisław Kowalski, polski superstulatek, amatorski sportowiec (zm. 2022)
- 20 kwietnia – Jan Dobraczyński, polski pisarz (zm. 1994)
- 4 maja – Jerzy Waldorff, polski publicysta i krytyk muzyczny (zm. 1999)
- 6 maja – August Andrzej, hiszpański lasalianin, męczennik, święty katolicki (zm. 1934)
- 10 maja – Zofia Nehring, polska łyżwiarka szybka (zm. 1972)
- 12 maja:
  - Roman Bocheński, polski pływak, olimpijczyk (zm. 1940)
  - Gordon Jenkins, amerykański wokalista jazzowy (zm. 1984)
  - Giulietta Simionato, włoska śpiewaczka operowa (zm. 2010)
- 14 maja – Opilio Rossi, włoski duchowny katolicki, kardynał (zm. 2004)
- 21 maja – Stanisław Bernatowicz, polski hydrobiolog, wykładowca akademicki, polityk, senator RP (zm. 2005)
- 22 maja – Lola Gjoka, albańska pianistka (zm. 1985)
- 23 maja – Artie Shaw, amerykański klarnecista jazzowy (zm. 2004)
- 25 maja – Tadeusz Jan Wolański, polski lekarz, prezydent Częstochowy (zm. 1959)
- 27 maja – Alfons Sebastiá Viñals, hiszpański ksiądz katolicki, męczennik, błogosławiony (zm. 1936)
- 28 maja – T-Bone Walker, amerykański bluesman, prekursor gitary elektrycznej (zm. 1975)
- 30 maja – José de Jesús Garcia Ayala, meksykański duchowny katolicki (zm. 2014)
- 1 czerwca – Slavko Zlatić, chorwacki kompozytor, dyrygent, etnomuzykolog, pedagog i krytyk muzyczny (zm. 1993)[3]
- 6 czerwca – Zbigniew Żyszkowski, polski pracownik naukowy, elektroakustyk, profesor (zm. 1988)
- 7 czerwca – Arthur Gardner, amerykański aktor i producent filmowy (zm. 2014)
- 10 czerwca:
  - Howlin’ Wolf, amerykański bluesman, przedstawiciel bluesa chicagowskiego (zm. 1976)
  - Piotr Zaremba, polski urbanista, samorządowiec, prezydent Szczecina (zm. 1993)
- 11 czerwca – Jacques-Yves Cousteau, francuski badacz mórz i oceanów, znany zwłaszcza jako badacz głębin morskich (zm. 1997)
- 12 czerwca – Alojzy Górecki, polski duchowny katolicki, proboszcz w Dzierżoniowie i Nowym Miasteczku, autor artykułów religijnych (zm. 1971)
- 14 czerwca – Stefan Arski, polski dziennikarz, działacz komunistyczny, publicysta historyczny (zm. 1993)
- 16 czerwca – Adolf Mariano, hiszpański zakonnik, męczennik, błogosławiony katolicki (zm. 1936)
- 17 czerwca – Anna Łobarzewska, polska nauczycielka, botanik (zm. 1989)
- 18 czerwca – Dick Foran, amerykański aktor (zm. 1979)
- 19 czerwca – William Haenszel – amerykański epidemiolog i statystyk (zm. 1998)
- 22 czerwca – John Hunt, angielski oficer, alpinista, kierownik wyprawy, która w 1953 r. jako pierwsza zdobyła Mount Everest (zm. 1998)
- 23 czerwca:
  - Helena Chaniecka, polska aktorka (zm. 1971)
  - Gordon Hinckley amerykański duchowny, prezydent i prorok (zm. 2008)
- 24 czerwca – Helena Ochendowska, kurpiowska hafciarka (zm. 2001)
- 26 czerwca – Helena Bystrzanowska, polska aktorka (zm. 1979)
- 4 lipca – Gloria Stuart, amerykańska aktorka (zm. 2010)
- 8 lipca – Gerard Linke, polski pilot szybowcowy, nauczyciel, harcmistrz ZHP (zm. 1939)
- 10 lipca – Sancja Szymkowiak, polska serafitka, błogosławiona katolicka (zm. 1942)
- 11 lipca – Kazimierz Flatau, polski klawesynista, astrolog, tłumacz, krytyk muzyczny (zm. 2000)
- 12 lipca – Alina Chyczewska, polska historyk sztuki (zm. 2005)
- 13 lipca:
  - Mojżesz Ajzner, działacz komunistyczny (zm. 1964)
  - Lien Gisolf, holenderska lekkoatletka, skoczkini wzwyż (zm. 1993)
- 14 lipca:
  - William Hanna, autor filmów animowanych i współtwórca przedsiębiorstwa Hanna-Barbera (zm. 2001)
  - Helena Krajewska, polska malarka (zm. 1998)
  - Peter Stadlen, brytyjski pianista, krytyk muzyczny i pedagog (zm. 1996)
- 20 lipca – Sara Teitelbaum, estońska lekkoatletka, koszykarka i siatkarka (zm. 1941)
- 22 lipca – Ruthie Tompson, amerykańska animatorka (zm. 2021)
- 25 lipca – Jan Karol Wende, polski pisarz, publicysta, krytyk literacki, polityk, wicemarszałek Sejmu (zm. 1986)
- 27 lipca:
  - Wanda Komar, polska ziemianka, lekkoatletka, kulomiotka (zm. 1988)
  - Lupita Tovar, meksykańska aktorka (zm. 2016)
- 5 sierpnia – Jacquetta Hawkes, brytyjska archeolog i pisarka (zm. 1996)
- 8 sierpnia – Róbert Kubín, słowacki taternik i działacz taternicki (zm. 1980)
- 9 sierpnia – Fabian Waculik, polski franciszkanin, kapelan Polskich Sił Zbrojnych na Zachodzie (zm. 1945)
- 10 sierpnia – Gordon Joseph Gray, szkocki duchowny katolicki, arcybiskup St Andrews i Edynburga, kardynał (zm. 1993)
- 14 sierpnia – Yvette Lebon, francuska aktorka (zm. 2014)
- 17 sierpnia – Jadwiga Żylińska, polska pisarka (zm. 2009)
- 19 sierpnia – Alfonsa Muttathupadathu, klaryska, pierwsza kanonizowana Hinduska, święta katolicka (zm. 1946)
- 20 sierpnia – Eero Saarinen, amerykański architekt i projektant wnętrz fińskiego pochodzenia (zm. 1961)
- 23 sierpnia:
  - Giuseppe Meazza, włoski piłkarz (zm. 1979)
  - Alfons Maria Stickler, austriacki duchowny katolicki, kardynał (zm. 2007)
- 24 sierpnia – Eugeniusz Dacyl, polski mistrz kamieniarstwa (zm. 1990)
- 26 sierpnia – Agnes Gonxha Bojaxhiu, zwana później Matką Teresą z Kalkuty, laureatka Pokojowej Nagrody Nobla 1979, święta Kościoła katolickiego (zm. 1997)
- 6 września – Anna Malec, polska śpiewaczka ludowa (zm. 1991)
- 8 września – Stefan Śródka, polski aktor (zm. 1981)
- 9 września – Wincenty Galbis Girones, hiszpański prawnik, męczennik, błogosławiony katolicki (zm. 1936)
- 14 września:
  - Ignacy Antoni II Hayek, syryjski patriarcha Antiochii (zm. 2007)
  - Rolf Liebermann, kompozytor szwajcarski (zm. 1999)
- 15 września – Kazimierz Mijal, polski polityk, działacz komunistyczny, prezydent Łodzi (zm. 2010)
- 18 września – Josef Tal, izraelski pianista, kompozytor i pedagog (zm. 2008)
- 19 września – Ledyard Tucker, amerykański statystyk i psycholog (zm. 2004)
- 20 września – Alicja Bombicka, polska przyrodniczka, kombatantka (zm. 2009)
- 22 września – Franciszek Dachtera, polski duchowny katolicki, męczennik, błogosławiony (zm. 1944)
- 6 października – Adam Cuber, polski polityk, dyplomata (zm. 1970)
- 7 października:
  - Piotr Mankiewicz, polski działacz społeczny (zm. 2016)
  - Juliusz Żuławski, polski poeta, prozaik, tłumacz poezji anglojęzycznej, prezes polskiego Pen Clubu (zm. 1999)
- 19 października – Subramanyan Chandrasekhar, amerykański astrofizyk hinduskiego pochodzenia, laureat Nagrody Nobla (zm. 1995)
- 20 października – Irena Górska-Damięcka, polska aktorka, reżyserka teatralna (zm. 2008)
- 21 października – Karol Herman Stępień, polski franciszkanin, męczennik, błogosławiony katolicki (zm. 1943)
- 25 października – Tyrus Wong, amerykański artysta chińskiego pochodzenia (zm. 2016)
- 28 października – Józef Fajngold, polski rzeźbiarz i złotnik pochodzenia żydowskiego (zm. 1998)
- 31 października:
  - Benedykt od Jezusa, lasalianin, męczennik, święty katolicki (zm. 1934)
  - Eduardo Ortiz de Landázuri, hiszpański lekarz, profesor medycyny, członek Opus Dei, Sługa Boży Kościoła Katolickiego (zm. 1985)
  - Maurycy Tornay, szwajcarski kanonik laterański, misjonarz, błogosławiony katolicki (zm. 1949)
  - Luise Ullrich, austriacka aktorka (zm. 1985)
- 2 listopada – Elżbieta Rakoczy, polska lekkoatletka, biegaczka (zm. 1957)
- 6 listopada – Lyman Alexander Swingle, amerykański działacz religijny, członek Ciała Kierowniczego Świadków Jehowy (zm. 2001)
- 11 listopada – Marcin Martínez Pascual, hiszpański duchowny katolicki, męczennik, błogosławiony (zm. 1936)
- 14 listopada
  - Anna Leska, polska pilotka (zm. 1998)
  - Eric Malpass, brytyjski pisarz (zm. 1996)
- 17 listopada – Józef Jankowski, polski pallotyn, męczennik, błogosławiony katolicki (zm. 1941)
- 22 listopada – Tadeusz Pawłowski, polski taternik, alpinista, ratownik górski (zm. 1992)
- 27 listopada – Władysław Maćkowiak, polski duchowny katolicki, męczennik, błogosławiony (zm. 1942)
- 28 listopada – Kinuyo Tanaka, japońska aktorka, reżyserka filmowa (zm. 1977)
- 1 grudnia – Alicia Markova, brytyjska tancerka (zm. 2004)
- 5 grudnia:
  - Szymon Piasecki, polski malarz pochodzenia żydowskiego (zm. 1942-1945)
  - Resia Schor, amerykańska malarka pochodzenia żydowskiego (zm. 2006)
- 9 grudnia:
  - Henry Lee Giclas, amerykański astronom (zm. 2007)
  - Zofia Gawrońska-Wasilkowska, polska prawnik, sędzia, polityk, minister sprawiedliwości (zm. 1996)
- 10 grudnia – Izabella Zielińska, polska pedagog i pianistka (zm. 2017)
- 16 grudnia – Ai Qing, chiński poeta i malarz (zm. 1996)
- 19 grudnia – Jean Genet, francuski pisarz i dramaturg (zm. 1986)
- 23 grudnia:
  - Seweryn Butrym, polski aktor (zm. 1981)
  - María de las Mercedes de Borbón y Orléans, infantka hiszpańska, księżniczka Obojga Sycylii, hrabina Barcelony (zm. 2000)
- 24 grudnia:
  - Ellen Braumüller, niemiecka lekkoatletka, oszczepniczka (zm. 1991)
  - Stefan Głogowski, polski kapitan, żołnierz AK, uczestnik podziemia antykomunistycznego (zm. 1948)
  - Fritz Leiber, amerykański pisarz fantasy i science fiction (zm. 1992)
  - Max Miedinger, szwajcarski typograf, projektant krojów pism (zm. 1980)
  - William Pickering, nowozelandzki astrofizyk (zm. 2004)
  - Jewgienij Sawicki, radziecki marszałek lotnictwa (zm. 1990)
  - Alina Szenwald, polska dziennikarka (zm. 1989)
- 25 grudnia – Jan Zaręba, polski duchowny katolicki, biskup włocławski (zm. 1986)
- 29 grudnia – Ronald Coase, ekonomista amerykański, laureat Nagrody Nobla (zm. 2013)

Data dzienna nieznana:
- Ari Żabotyński, izraelski polityk (zm. 1969)

## Zdarzenia astronomiczne
- widoczna kometa Halleya.

## Nagrody Nobla
- z fizyki – Johannes Diderik van der Waals
- z chemii – Otto Wallach
- z medycyny – Albrecht Kossel
- z literatury – Paul Heyse
- nagroda pokojowa – Międzynarodowe Stałe Biuro Pokoju

## Święta ruchome
- Tłusty czwartek: 3 lutego
- Ostatki: 8 lutego
- Popielec: 9 lutego
- Niedziela Palmowa: 20 marca
- Pamiątka śmierci Jezusa Chrystusa: 23 marca
- Wielki Czwartek: 24 marca
- Wielki Piątek: 25 marca
- Wielka Sobota: 26 marca
- Wielkanoc: 27 marca
- Poniedziałek Wielkanocny: 28 marca
- Wniebowstąpienie Pańskie: 5 maja
- Zesłanie Ducha Świętego: 15 maja
- Boże Ciało: 26 maja